# John Foster Dulles

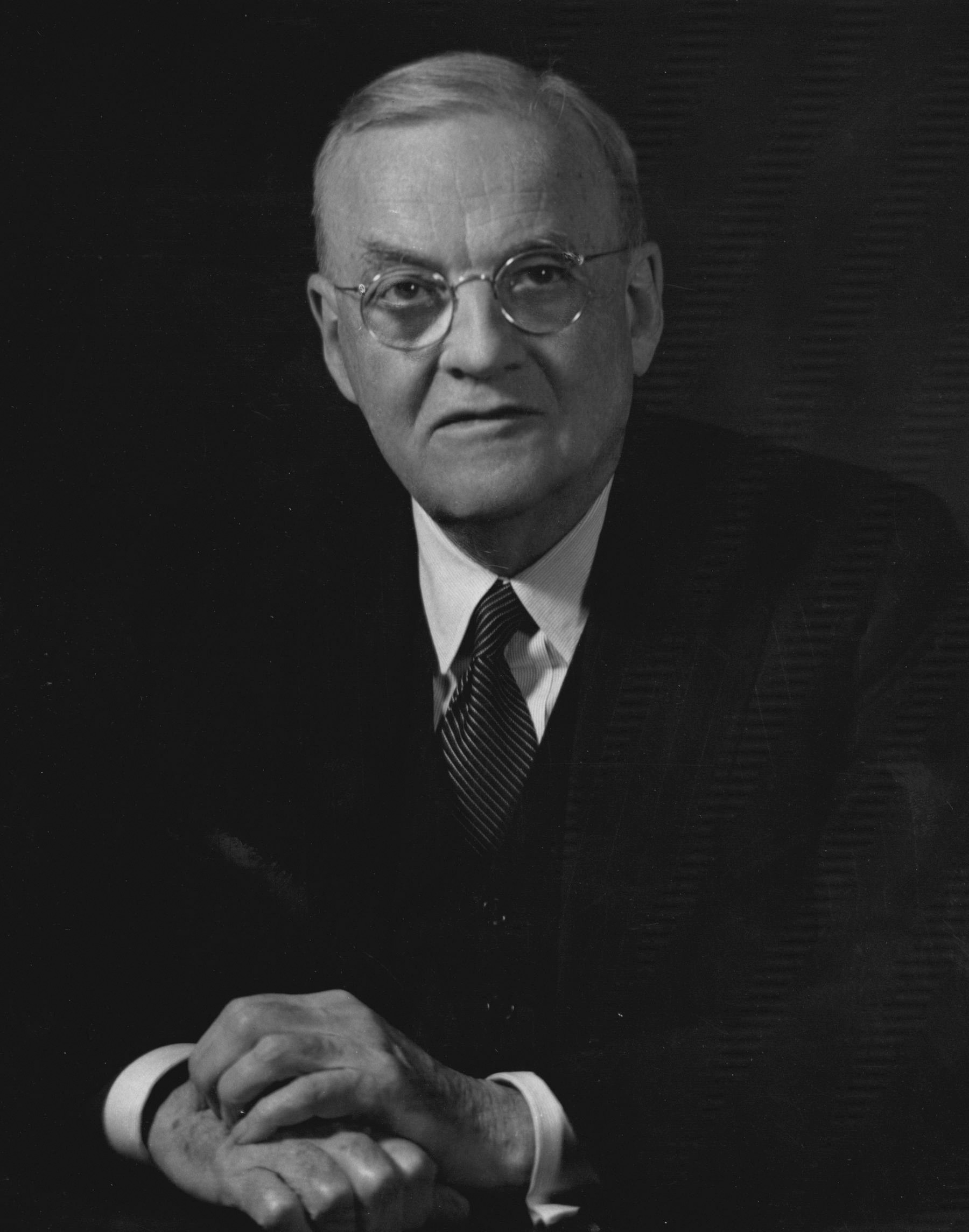
John Foster Dulles (1953)

John Foster Dulles (* 25. Februar 1888 in Washington, D.C.; † 24. Mai 1959 ebenda) war ein US-amerikanischer Politiker, der unter US-Präsident Dwight D. Eisenhower von 1953 bis 1959 als Außenminister der Vereinigten Staaten diente. Er war bekannt für seine kompromisslose Haltung gegenüber der Sowjetunion im Kalten Krieg und betrachtete den Kommunismus als „moralisches Übel“.

## Erziehung
Dulles kam als Sohn eines presbyterianischen Geistlichen, Allen Macy Dulles, und dessen Ehefrau Edith Foster zur Welt. Sein Großvater John W. Foster war ebenfalls Außenminister der USA. Die ersten drei Monate verbrachte er mit seiner Familie in Washington bei seinem Onkel, bevor sie nach Watertown in die Nähe von New York zogen. Er war das älteste von fünf Kindern; er hatte noch drei Schwestern und einen Bruder. Sein Bruder war Allen Welsh Dulles, der später unter Eisenhower Chef der CIA wurde. Seine Schwester Eleanor Lansing Dulles erlangte ebenfalls einige Bekanntheit. Sein Cousin war der Historiker Foster Rhea Dulles, der später auch über ihn schrieb. Schon als Kind hatte er die Angewohnheit, eine Gruppe durch seine Anwesenheit zu dominieren. John Dulles war ein aktiver Junge, der seine Zeit mit Zelten, Angeln und vor allem Schwimmen verbrachte. Er wurde religiös erzogen. Er kannte sich in der Bibel recht gut aus und nahm Religion sehr ernst. Dulles war Presbyterianer.
Seine Mutter bereitete ihn schon seit seiner Jugend auf eine Zukunft im Staatsdienst vor. Er besuchte eine Privatschule in Watertown, weil seine Eltern meinten, auf öffentlichen würde nicht gut genug unterrichtet. 1903 ging er ein Jahr nach Europa mit den Eltern und seiner Schwester Margaret, vor allem aus Sprachgründen.

## Princeton und seine Ausbildung
Mit 16 Jahren ging er, einer Familientradition folgend, zum Studium nach Princeton. Er war der jüngste seines Jahrgangs und sagte später, er sei zu jung dort hingegangen. Akademisch konzentrierte er sich sehr auf das Studium, vor allem auf den Bereich der Philosophie. 1908 bekam er die Chancellor Green Fellowship in Mental Science für den Aufsatz „The Theory of Judgement“, der ihm ein Jahr an der Sorbonne in Paris ermöglichte. Dulles war ein Schüler von Woodrow Wilson, der während seiner Studienzeit dort Präsident war. Wilson hat ihn tief beeindruckt, vor allem aus sozialer Sicht. Später sagte er, das Größte, was er in Princeton getan hätte, sei die Teilnahme an Wilsons Kurs gewesen.
Sein Großvater John W. Foster, Außenminister im Kabinett von Benjamin Harrison, nahm ihn 1907 als seinen Sekretär zur 2. Haager Friedenskonferenz mit. Nach seinem extrem guten Abschluss des Studiums, dem besten seines Jahrgangs, ging die ganze Familie nach Paris (Abreise August 1908, mehrere Monate durch Europa). Dulles belegte Kurse in Rechtswissenschaften an der Sorbonne, aber auch Vorlesungen unter Henri Bergson in Philosophie. Danach folgten noch sechs Wochen alleine in Madrid, wo er bei einer rein spanischsprachigen Familie war.
Im Herbst 1909 ging er zurück nach Washington zu seinen Großeltern, um an der Washington Law School zu studieren. Hier knüpfte er erste Kontakte mit Mitarbeitern der Regierung und der Washingtoner Gesellschaft. Er schloss in nur zwei Jahren ein dreijähriges Rechtsstudium an der George Washington University ab, und dies mit der höchsten je erreichten Punktzahl in der Geschichte der Universität.
Im Frühling 1911 bereitete er sich auf die Zulassungsprüfung als Anwalt (New York Bar Exam) vor. Er verlobte sich am Tag der Prüfung mit Janet Avery, die er zwei Jahre zuvor in Paris kennengelernt hatte. Er war sehr in sie verliebt und blieb das bis zum Ende seines Lebens.

## Erste Schritte als Anwalt
Trotz seiner überdurchschnittlichen Leistungen fand er zunächst keine Anstellung; Absolventen der George Washington waren im Vergleich zu Harvard-Abgängern weniger gefragt. Sein Großvater, der auch noch in seinem alten Beruf tätig war, besorgte ihm ein Gespräch bei einem alten Bekannten. So bekam er einen Job für den Standardlohn von 50 Dollar im Monat bei der Anwaltskanzlei Sullivan & Cromwell (S & C), zu der Zeit eine der bedeutendsten Anwaltskanzleien der USA, die verschiedene Unternehmer und auch die Regierung auf dem ganzen amerikanischen Kontinent vertrat (Mittelamerika und der Karibik).
1912 heiratete er Janet Avery. Während der Flitterwochen litt er an Malaria, die er sich bei einer seiner Überseemissionen für S & C geholt hatte. Die Behandlung führte zu einer weiteren Verschlechterung der Sehkraft (die ganze Familie litt an schlechter Sehleistung) und einer Beschädigung des Sehnervs, was zu einem Augenflattern führte. 1913 wurde sein erster Sohn John geboren, Tochter Lilias 1914 und Avery 1918. Letzterer wurde katholischer Priester, Jesuit und später Kardinal und verstarb 2008 in New York City.

## Der Erste Weltkrieg
Im Ersten Weltkrieg wurde er wegen seiner Sehschwäche als untauglich ausgemustert. Er war dann im War Trade Board (Central Bureau of Planning and Statistic, „Zentrales Büro für Planung und Statistik“) tätig. Er arbeitete in Washington und New York und kümmerte sich um die Versorgungsrouten der Schiffe, und dass diese nicht den Deutschen in die Hände fielen. Er war dabei so erfolgreich, dass er seinen Vorgesetzten auffiel und sie beeindruckte.
Als er hörte, dass Wilson die Friedensverhandlungen leiten wollte, bat er seinen Onkel Robert Lansing, Außenminister unter Wilson, ihm dort einen Posten zu besorgen. Robert hatte kein gutes Verhältnis mehr zum Präsidenten; dennoch nahm man ihn mit. Dies verdankte er seiner Arbeit im War Industrial Board (Unterabteilung des Central Bureau of Planning and Statistic), dessen Kopf Bernard Baruch war, der ihn als seinen Assistenten mitnahm. Baruch wurde als Chefrepräsentant der US-Reparationskommission eingesetzt, überließ aber viele der Diskussionen seinem Assistenten.
Es war Dulles, der im Artikel 231 des Versailler Vertrages die deutsche Kriegsschuld (Alleinschuld) juristisch ausformulierte, die der wesentliche Grund der ersten deutschen Delegation unter Graf Brockdorff-Rantzau war, die Unterschrift zu verweigern. Dabei setzte sich Dulles mehr oder minder vergeblich für maßvolle Bedingungen ein. Hier lernte er u. a. Jean Monnet (1888–1979) und den britischen Ökonom John Maynard Keynes (1883–1946) kennen. Mit Monnet verband ihn auch später noch eine tiefe Freundschaft. (Monnet formulierte 1946 bis 1950 einen Plan, der 1950 als Schuman-Plan beschlossen wurde und zur Gründung der Europäischen Gemeinschaft für Kohle und Stahl (EGKS, Montanunion) führte.)
Auch in den späteren Jahren verlor er die Verhandlungen um die Reparationszahlungen nicht aus den Augen. Anfangs glaubte er noch, dass Deutschland sich auch unter der Last der Reparationen erholen könne, im Gegensatz zu Keynes. Später waren er und Sullivan & Cromwell am Dawes- und am Young-Plan beteiligt.

## Seine Zeit als Anwalt
Im Herbst 1919 kehrte Dulles zurück in seine alte Kanzlei und betätigte sich sehr erfolgreich als Anwalt. Durch seine Tätigkeit während des Ersten Weltkriegs hatte er Kontakte in vielen Bereichen der Wirtschaft und Regierung und auch in anderen Ländern geknüpft.
Einige seiner wichtigsten Kunden waren Unternehmen wie etwa International Nickel Company, Overseas Security Cooperation, aber auch Banken wie die J. P. Morgan. Er beriet sie bei Kreditgeschäften und stand ihnen teilweise auch vor. 1926 wurde er Senior Partner.
John Foster Dulles und sein Bruder Allen vertraten im Rahmen ihrer Tätigkeit bei der Wirtschaftskanzlei Sullivan & Cromwell US-amerikanische ebenso wie deutsche und europäische Unternehmen. Hierzu zählten die Chase Bank, Ford, ITT, SKF, der I.G. Farben-Konzern sowie die Belgische Nationalbank. Sie vertraten Unternehmen aber nicht nur rechtlich, sondern auch als verdeckte Platzhalter für Gesellschaftsanteile und als politische Lobbyisten. Als CIA-Direktor bzw. US-Außenminister brachen sie ihre vorherigen Aktivitäten keineswegs ab.
Seit seiner Zeit in der Pariser Friedensdelegation war er Wilsonian und ein Befürworter der Abrüstung und eines Internationalen Gerichtshofs. Wie viele andere schätzte er die Weltwirtschaftskrise anfangs nicht als solche ein („Hoffnung und Wohlstand um die Ecke“-Glaube).
1931 konnte er politisch keinen Einfluss auf das Treffen zur Stabilisierung Europas nehmen. Da er nicht auf staatlicher Ebene aktiv werden konnte, beteiligte er sich auf privater Ebene. Zwischen Juli 1931 und Mai 1932 wurde durch das New York House of Lee ein Syndikat gegründet, das knapp 500 Millionen USD kurzfristig der Deutschen Regierung unter Kanzler Heinrich Brüning zur Verfügung stellte. Dulles war der Rechtsberater dieser Gesellschaft.
Diese Verwicklungen in internationale Geschäfte wurden ihm später vorgeworfen, vor allem im Wahlkampf 1944. Er habe persönlich für Franco gekämpft, Hitler und seine Kreise vor dem finanziellen Aus gerettet usw. Aber auch etwa 1947, bei Verhandlungen in Moskau, ging es um den Rechtsbeistand für die I.G. Farben, den Dulles einst übernommen hatte. Ihm wurde nachgesagt, er habe nichts gegen den deutschen Nationalsozialismus gehabt. Richtig ist, dass Dulles und S & C deutsche Unternehmen vor der Machtergreifung durch die Nazis vertreten hatten. Wahr ist auch, dass nach der Machtergreifung Hitlers alle Büros geschlossen wurden, weil die Rechtsausübung nicht mehr möglich war. Auch wenn er den deutschen Nationalsozialismus anfangs differenziert bewertete – er sah ihn als Antwort auf die Ignoranz der Großmächte –, war Dulles nicht sein Anhänger.
1939 veröffentlichte er das philosophische Buch War, Peace and Change. Dulles glaubte nicht, dass Amerika in den Krieg ziehen sollte. Seine These war, dass all dies das Ergebnis des verpfuschten Friedens nach dem Ersten Weltkrieg war, und dass nun die Rechnung für die anglo-französische Hochnäsigkeit kam.

## Kirchliche Arbeit
Diese Thesen brachte er vor allem auf den Weltkonzilien der Kirchen und auf ähnlichen Kirchenkonferenzen vor. Ab 1936 etwa engagierte er sich immer mehr in der Kirche und in kirchennahen Organisationen. Es entwickelten sich Freundschaften zu Kirchenmännern. 1940 wurde er Leiter der Kommission zum Studium der Basis eines gerechten und haltbaren Friedens, wegen seines Einflusses auch Dulles-Kommission genannt. Ziel war, Amerika über internationale Verbindungen nachdenken zu lassen und die Schaffung einer neuen und gerechten Weltordnung, wie auch die eines internationalen Kontrollsystems. Hier schlug wieder positiv der Wilsonianismus durch.
Auf der Gründungsversammlung des Ökumenischen Rates der Kirchen 1948 in Amsterdam kam es zwischen ihm und dem tschechoslowakischen Theologen Josef L. Hromádka zu einer scharfen Konfrontation über die Bewertung der beiden Lager im Kalten Krieg. Der ebenfalls an der Versammlung beteiligte Heinz Joachim Held erinnerte sich: „Der christliche Politiker aus den Vereinigten Staaten machte aus seiner schneidenden Ablehnung des durch und durch materialistischen und atheistischen Sowjetsystems kein Hehl. Er vertrat in einer geradezu dogmatischen Weise einen protestantisch-religiös motivierten Antikommunismus, der sich auf die Werte der westlichen ‚civil religion‘ berief.“

## Politische Arbeit
Dulles Arbeit in der Außenpolitik begann 1937 durch seine Kontakte zu Thomas E. Dewey aus New York, dem republikanischen Präsidentschaftskandidaten von 1944. Schon zur Nominierung 1940 unterstützte er ihn, Dewey wurde jedoch nicht Präsidentschaftskandidat. Dewey war kein Isolationist, versprach aber, sich aus dem Krieg herauszuhalten. Dulles war während des Wahlkampfes sein außenpolitischer Berater. Er hoffte, durch Dewey einen hohen Posten in der Politik erhalten zu können, doch Dewey verlor die Wahlen gegen den im Kriege glänzenden Franklin D. Roosevelt. Während des Zweiten Weltkriegs war Dulles auch für die Bank für Internationalen Zahlungsausgleich tätig.

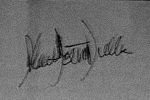
John Foster Dulles’ Unterschrift unter dem Österreichischen Staatsvertrag von 1955

1946 beriet er Arthur H. Vandenberg bei der Gründungskonferenz der Vereinten Nationen in San Francisco und arbeitete dort an der Präambel der UN-Charta mit. Später wurde Dulles Mitglied der Generalversammlung in den Konferenzen von 1947 bis 1949. 1947 nahm er an der Moskauer Konferenz teil. Er unterstützte den Marshallplan und war schockiert, als Josef Stalin seinen Satellitenstaaten verbot, ihn anzunehmen. 1948 war er gegen den Bernadotte-Plan (Teilung des neuen Israels), schließlich hatte Israel seiner Meinung nach gewonnen und so das Recht auf den Landbesitz. Dulles wurde schnell von der Sowjetunion nach dem Zweiten Weltkrieg desillusioniert, nachdem er sowjetische Sturheit und Inflexibilität bei verschiedenen internationalen Treffen kennengelernt hatte. Er wollte nicht anti-sowjetisch sein, sondern die Russen machten ihn dazu (so seine Schwester).
Er war Mitbegründer des Council on Foreign Relations und Mitglied der Rockefeller Foundation.

## Senator
Nach der Wahlschlappe von Dewey im November 1948 wurde Dulles im Sommer 1949 von ihm gefragt, ob er nicht Nachfolger von Robert F. Wagner im Senat werden wollte. Dulles sagte zu, verließ am 8. Juli Sullivan & Cromwell und wurde US-Senator für New York. Schon drei Tage später sprach er sich für die NATO aus, was den Isolationisten in der Republikanischen Partei wie Senator Robert A. Taft gar nicht gefiel. Während der Wahlkampagne zur Wiederwahl wurde ihm Antisemitismus und Antikatholizismus vorgeworfen. Die Wiederwahl im nächsten Jahr gewann er nicht, der Wahlsieg wurde um 200.000 Stimmen gegen Herbert H. Lehman verfehlt. Er war nun 62 Jahre alt. Zum ersten Mal hatte er Bekanntschaft mit der Realpolitik des Wahlkampfes gemacht.

## Arbeit für die Demokraten
Von April 1950 bis Frühjahr 1952 war er im Auftrag des US-Außenministeriums (Luke Battle holte ihn hinzu) tätig, u. a. mit Friedensverhandlungen in Japan. Die Verhandlungen, die Dean Acheson schon drei Jahre führte, wurden ihm von Harry S. Truman übertragen und schließlich am 4. September 1951 in San Francisco unterzeichnet, ratifiziert 1952 im Senat. Wie schon bei der Gründung der NATO war Dulles auch jetzt für die Demokraten tätig.
1950 veröffentlichte er das Buch Krieg oder Frieden.
Er war ein Befürworter des Koreakrieges, aber als die Kriegsziele nicht erreicht wurden und die Truman-Regierung an Ansehen verlor, beschloss er sich „abzusetzen“. Im Frühjahr 1952 trat er von seinem Posten zurück. In seiner Presseerklärung sagte er, er sei nur für den japanischen Frieden da gewesen, und das sei nun beendet, mit dem Rest habe er nichts zu tun.

## Dulles und Eisenhower

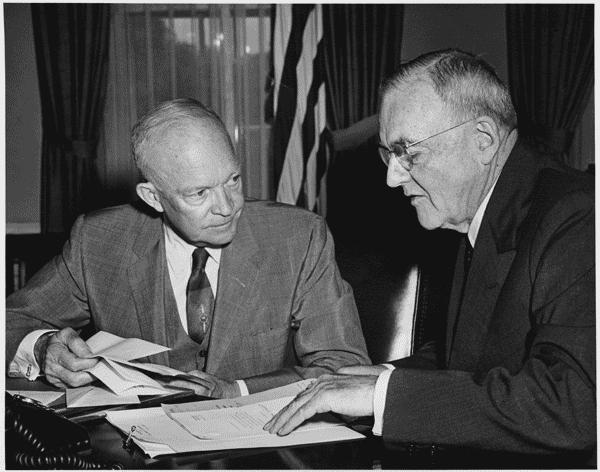
Dulles und Eisenhower 1956

Dulles nahm eine Einladung an, am 5. Mai 1952 beim Institut d’études politiques de Paris eine Rede zu halten. Denn dort konnte er Dwight D. Eisenhower, den republikanischen Präsidentschaftskandidaten, treffen. Beide entwickelten schnell gegenseitigen Respekt. Eisenhower bewunderte Dulles’ geschichtliches Wissen, das er jederzeit abrufen konnte. Dulles hatte aus den Fehlern seiner Vorgänger gelernt. Gerade durch die Erfahrungen seines Onkels mit Wilson war ihm klar, dass er die Macht durch den Präsidenten hatte, weshalb er ihm auch volle Unterstützung zusicherte und sich mit ihm bei jeder Gelegenheit absprach.
Er war sich der Macht der Presse bewusst und versuchte stets, ein gutes Verhältnis zu ihr zu haben.
Um sich die Unterstützung der Republikaner zu sichern, schrieb er das außenpolitische Programm, das im Magazin Life unter dem Titel „A policy of boldness“ veröffentlicht wurde. In diesem kritisierte er Harry Trumans Außenpolitik in Korea und andere Überseeaffären und sagte, dass die Zeichen für einen Wechsel da seien. Dulles wandte sich scharf gegen die Eindämmungspolitik (containment) von Präsident Truman und sprach sich für eine aggressivere Variante der „Befreiung“ (liberation) der Satellitenstaaten der Sowjetunion aus.
Am 20. November 1952 fragte Eisenhower ihn, ob er den Posten des Außenministers übernehmen wolle; er sagte zu. Im Januar 1953 übernahm er das Amt. Er erreichte die Unterstützung für die Franzosen bei ihrem Indochinakrieg gegen die Việt Minh. Die USA übernahmen jetzt 78 % der Kosten der französischen Kriegsführung.
Bei einer Besprechung am Quai d’Orsay am Vorabend der Indochinakonferenz in Genf nahm Dulles seinen französischen Amtskollegen Georges Bidault zur Seite und fragte ihn unter vier Augen: „Was wäre, wenn wir euch zwei Atombomben geben?“
Bei der Genfer Konferenz 1954 verweigerte er dem chinesischen Außenminister Zhou Enlai den Händedruck.
In seiner Amtszeit baute er die NATO und ihr südasiatisches Pendant, die SEATO, zu massiven Abschreckungsmechanismen gegenüber drohender sowjetischer Aggression aus. Dulles gilt als einer der Väter des amerikanischen Abschreckungskonzepts, das die gegenseitige Versicherung völliger Zerstörung als Garantie für den Frieden betrachtete („Gleichgewicht des Schreckens“). Die Drohung mit einem Atomschlag, die in der NATO-Strategie der massive retaliation ihren Niederschlag fand, wurde seit dem Ende der 1950er Jahre von europäischen Verbündeten kritisiert und in den 1960er Jahren durch die Strategie der flexible response ersetzt.
1955 unterzeichnete er im Schloss Belvedere in Wien den Österreichischen Staatsvertrag.
1956 verweigerte Dulles der britisch-französisch-israelischen Besetzung des ägyptischen Sueskanals (Sueskrise) die amerikanische Unterstützung. Zwei Jahre später beendete er die Unterstützung für Ägyptens Präsident Gamal Abdel Nasser.

## Krankheit und Tod
Dulles litt an Darmkrebs. 1958 wurde bei ihm fälschlich eine Divertikulitis diagnostiziert. Im Februar 1959 wurde er im Walter-Reed-Militärkrankenhaus am Darm operiert. Nachdem sein Gesundheitszustand schlechter wurde und Knochenmetastasen diagnostiziert wurden, trat er am 15. April 1959 zurück.
Kurz vor seinem Tod erhielt er die Medal of Freedom. Er starb am 24. Mai 1959 im Alter von 71 Jahren im Walter-Reed-Militärkrankenhaus und wurde auf dem Nationalfriedhof Arlington beigesetzt.

## Persönlichkeit
Dulles wird unterschiedlich dargestellt: rätselhaft, nett, aber auch klinisch kalt, wenn es sein musste. Er war empfindsam gegenüber verbalen Nuancen, benutzte aber selbst eine oftmals platte und sehr verallgemeinernde Sprache. Die New York Times charakterisierte ihn damals als den stärksten Mann in der stärksten Nation, als technisch kompetent, mit internationalem Prestige und einflussreich zu Hause.

## Auszeichnungen
Dulles wurde 1954 vom Magazin Time zur Person of the Year ernannt. Er war damit Nachfolger von Konrad Adenauer, mit dem ihm eine Freundschaft verband.